# Erica diaphana
Erica diaphana là một loài thực vật có hoa trong họ Thạch nam. Loài này được Spreng. mô tả khoa học đầu tiên năm 1825.